# Minchinella kirkpatricki
Minchinella kirkpatricki är en svampdjursart som beskrevs av Jean Vacelet 1981. Minchinella kirkpatricki ingår i släktet Minchinella och familjen Minchinellidae.
Artens utbredningsområde är havet kring Nya Kaledonien. Inga underarter finns listade i Catalogue of Life.